# St. Katharina (Cottendorf)

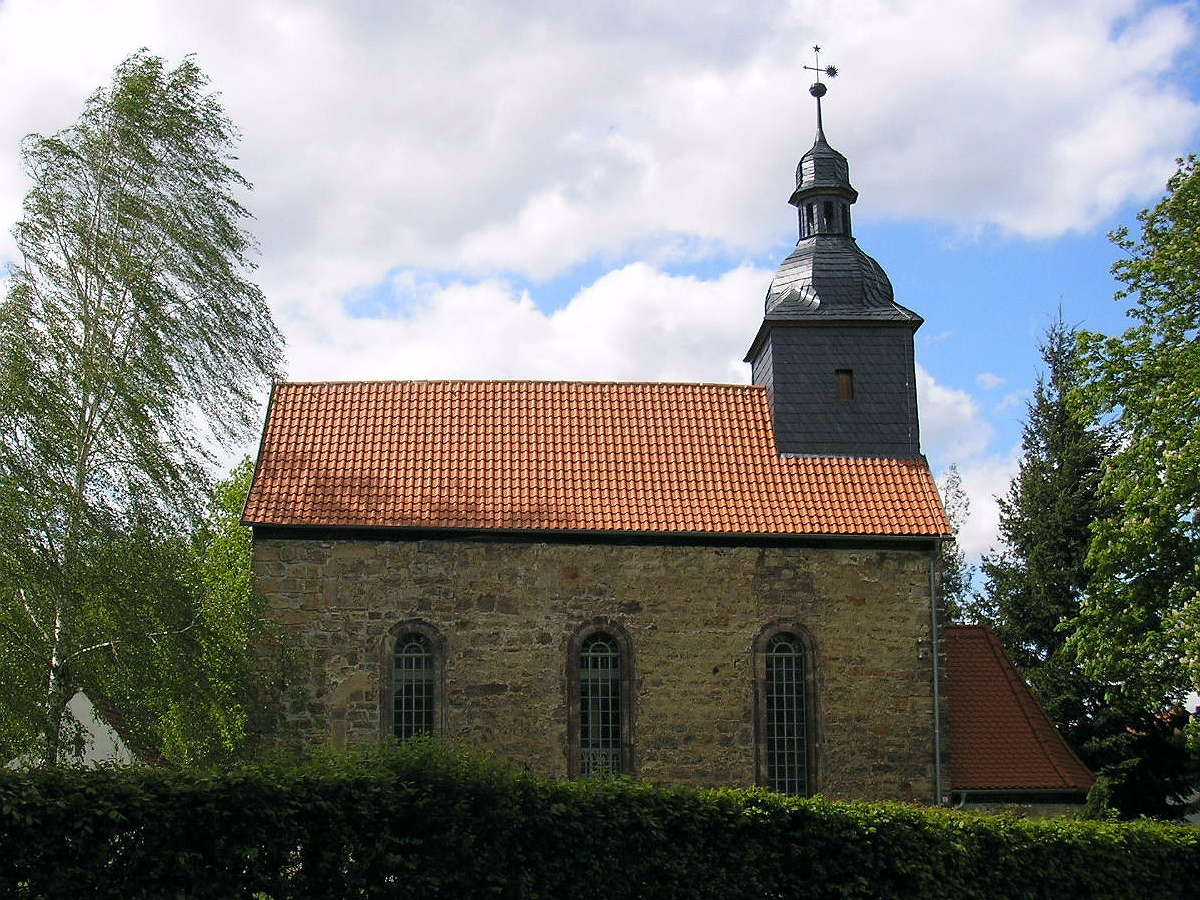
St. Katharina

Die evangelisch-lutherische Filialkirche St. Katharina steht auf einem kleinen Hügel am westlichen Ortsrand von Cottendorf, einem Ortsteil der Stadt Stadtilm im Ilm-Kreis von Thüringen. Die Kirchengemeinde Cottendorf gehört zum Pfarrbereich Griesheim im Kirchenkreis Arnstadt-Ilmenau der Evangelischen Kirche in Mitteldeutschland.

## Beschreibung
Die schlichte Kirche wurde Anfang des 12. Jahrhunderts im Baustil der Romanik gebaut. Das Langhaus wurde in unverputztem Mauerwerk aus Bruchsteinen errichtet. Bei Um- und Ausbauarbeiten flossen im 17. und 18. Jahrhundert andere Stilrichtungen ein. So finden sich an der Südseite romanische Rundbogenfenster, auf der Nordseite jedoch rechteckige barocke Sprossenfenster. Das Portal im westlichen Teil der Südseite  zeigt im Innenraum einen Spitzbogen im gotischen Stil.
Im Osten des mit einem Satteldach bedeckten Kirchenschiffs befindet sich der Dachturm, an dem ein fünfseitig geschlossener Chor angebaut ist. Der Turm trägt eine verschieferte geschweifte Haube, auf dem eine Laterne sitzt. In ihm  ist eine über 500 Jahre alte Glocke. An der westlichen Schmalseite befindet sich ein vermauertes Spitzbogenportal aus dem 15. Jahrhundert sowie ein vermauertes romanisches Rundbogenfenster. Das Kirchenschiff hat im Inneren umlaufende zweigeschossige Emporen und ist mit einem hölzernen Tonnengewölbe überspannt, das durch gekehlte Vouten unterstützt wird. Die Kanzel steht auf dorischen Säulen, davor befindet sich ein freistehender hölzerner Altar von 1811. Auf der oberen Westempore ist der Orgelprospekt der um 1800 gebaut wurde, dafür wurde im 19. Jahrhundert eine Orgel mit 7 Registern, verteilt auf ein Manual und ein Pedal, von einem unbekannten Orgelbauer hergestellt.